# Bóng đá tại Đại hội Thể thao Bán đảo Đông Nam Á 1975
Giải bóng đá tại Đại hội Thể thao Bán đảo Đông Nam Á 1975 diễn ra từ ngày 9 đến ngày 16 tháng 12 năm 1975 tại Bangkok, Thái Lan.

## Các đội tuyển tham dự
- Miến Điện
- Malaysia
- Thái Lan
- Singapore

## Địa điểm thi đấu
- Sân vận động Suphachalasai, Bangkok

## Giải đấu

### Vòng bảng

#### Bảng A
| Đội      | ST | T | H | B | BT | BB | HS | Đ |
| -------- | -- | - | - | - | -- | -- | -- | - |
| Thái Lan | 1  | 0 | 1 | 0 | 1  | 1  | 0  | 1 |
| Malaysia | 1  | 0 | 1 | 0 | 1  | 1  | 0  | 1 |

| Thái Lan          | 1–1 (s.h.p.) | Malaysia |
| ----------------- | ------------ | -------- |
|                   |              |          |
| Loạt sút luân lưu |              |          |
|                   | 5–4          |          |

#### Bảng B
| Đội       | ST | T | H | B | BT | BB | HS | Đ |
| --------- | -- | - | - | - | -- | -- | -- | - |
| Miến Điện | 1  | 1 | 0 | 0 | 1  | 0  | 1  | 2 |
| Singapore | 1  | 0 | 0 | 1 | 0  | 1  | –1 | 0 |

| Miến Điện | 1–0 | Singapore |
| --------- | --- | --------- |
|           |     |           |

### Vòng đấu loại trực tiếp

#### Nhánh đấu
|  | Bán kết        | Bán kết  |               |   | Chung kết | Chung kết |
|  |                |          |               |   |           |           |
|  | 12 tháng 12    |          |               |   |           |           |
|  |                |          |               |   |           |           |
|  | Thái Lan (pen) | 2 (5)    |               |   |           |           |
|  | Thái Lan (pen) | 2 (5)    | 15 tháng 12   |   |           |           |
|  | Singapore}     | 2 (4)    |               |   |           |           |
|  | Singapore}     | 2 (4)    | Thái Lan      | 2 |           |           |
|  | 13 tháng 12    |          | Thái Lan      | 2 |           |           |
|  |                | Malaysia | 1             |   |           |           |
|  | Miến Điện      | Malaysia | 1             | 0 |           |           |
|  | Miến Điện      |          |               | 0 |           |           |
|  | Malaysia       | 1        |               |   |           |           |
|  | Malaysia       | 1        | Tranh hạng ba |   |           |           |
|  |                |          |               |   |           |           |
|  | 16 tháng 12    |          |               |   |           |           |
|  |                |          |               |   |           |           |
|  | Miến Điện      | 2        |               |   |           |           |
|  | Miến Điện      | 2        |               |   |           |           |
|  | Singapore      | 2        |               |   |           |           |

#### Bán kết
| Thái Lan          | 2–2 (s.h.p.) | Singapore |
| ----------------- | ------------ | --------- |
|                   |              |           |
| Loạt sút luân lưu |              |           |
|                   | 5–4          |           |

| Miến Điện | 0–1 | Malaysia |
| --------- | --- | -------- |
|           |     |          |

#### Tranh huy chương đồng
| Miến Điện | 2–2 (s.h.p.) | Singapore |
| --------- | ------------ | --------- |
|           | Đồng hạng ba |           |

#### Tranh huy chương vàng
| Thái Lan | 2–1 | Malaysia |
| -------- | --- | -------- |
|          |     |          |

## Nhà vô địch
| Vô địch Bóng đá nam SEAP Games 1975 Thái Lan Lần thứ hai |

## Bảng xếp hạng chung cuộc
| VT | Đội          | ST | T | H | B | BT | BB | HS | Đ | Kết quả cuối cùng |
| -- | ------------ | -- | - | - | - | -- | -- | -- | - | ----------------- |
| 1  | Thái Lan (H) | 3  | 1 | 2 | 0 | 5  | 4  | +1 | 4 | Huy chương vàng   |
| 2  | Malaysia     | 3  | 1 | 1 | 1 | 3  | 3  | 0  | 3 | Huy chương bạc    |
| 3  | Miến Điện    | 3  | 1 | 1 | 1 | 3  | 3  | 0  | 3 | Huy chương đồng   |
| 4  | Singapore    | 3  | 0 | 2 | 1 | 4  | 5  | −1 | 2 | Huy chương đồng   |